# František Svatoš
František Svatoš (27. listopadu 1934 – 2015) byl český silniční motocyklový závodník.

## Závodní kariéra
Závodil ve třídách do 250 cm³ a 350 cm³ na motocyklech ČZ a Jawa. V letech 1977–1979 jezdil v mistrovství republiky na Yamaze. V mistrovství republiky skončil nejlépe celkově na šestém místě ve třídě do 350 cm³. V jednotlivém závodě mistrovství Československa skončil nejlépe na 3. místě ve Žďáru nad Sázavou v roce 1978 ve třídě do 350 cm³.

## Úspěchy
- Mistrovství Československa silničních motocyklů – celková klasifikace
  - 1966 do 350 cm³ – 15. místo – ČZ OHC
  - 1967 do 350 cm³ – 14. místo – ČZ OHC
  - 1968 do 350 cm³ – 9. místo – ČZ OHC
  - 1969 do 250 cm³ – 15. místo – ČZ
  - 1969 do 350 cm³ – 14. místo – ČZ OHC
  - 1970 do 350 cm³ – 10. místo – Jawa
  - 1971 do 350 cm³ – 10. místo – Jawa
  - 1972 do 350 cm³ – 10. místo – Jawa
  - 1973 do 250 cm³ – 10. místo – Jawa
  - 1974 do 350 cm³ – 24. místo – Jawa
  - 1977 do 350 cm³ – 10. místo – Yamaha
  - 1978 do 350 cm³ – 6. místo – Yamaha
  - 1979 do 350 cm³ – 26. místo – Yamaha